# Veselí (district de Pardubice)
Pour les articles homonymes, voir Veselí.
Veselí (en allemand : Wesseli) est une commune du district de Pardubice, dans la région de Pardubice, en République tchèque. Sa population s'élevait à 396 habitants en 2024.

## Géographie
Veselí se trouve à 6 km au sud-est de Přelouč, à 12 km à l'ouest-sud-ouest de Pardubice, à 27 km au sud-ouest de Hradec Králové et à 85 km à l'est de Prague.
La commune est limitée par Valy au nord et à l'est, par Bezděkov à l'est, par Choltice au sud, par Jedousov au sud-ouest, et par Přelouč à l'ouest.

## Histoire
La première mention écrite de la localité date de 1401.

## Galerie

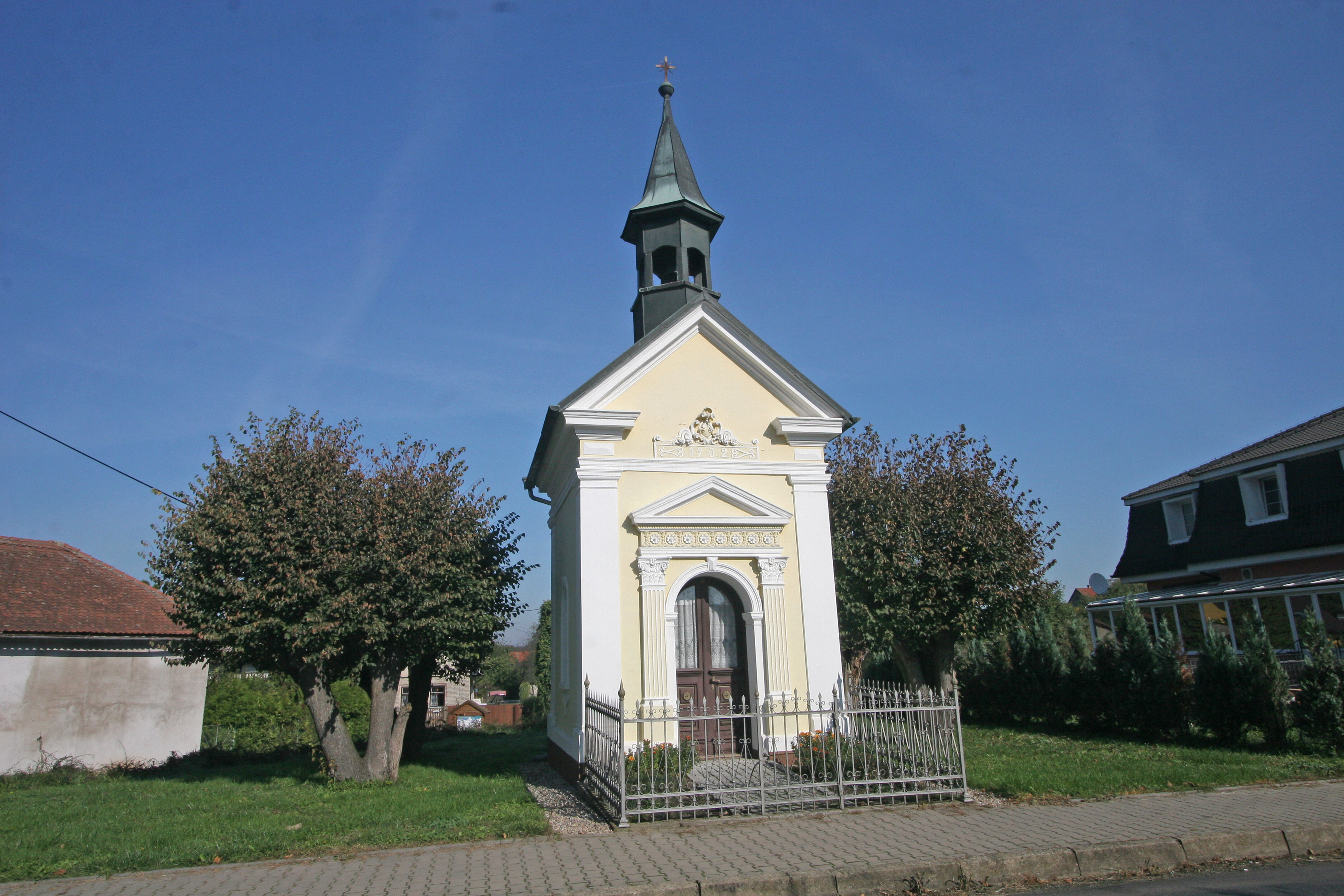
Chapelle à Veselí.
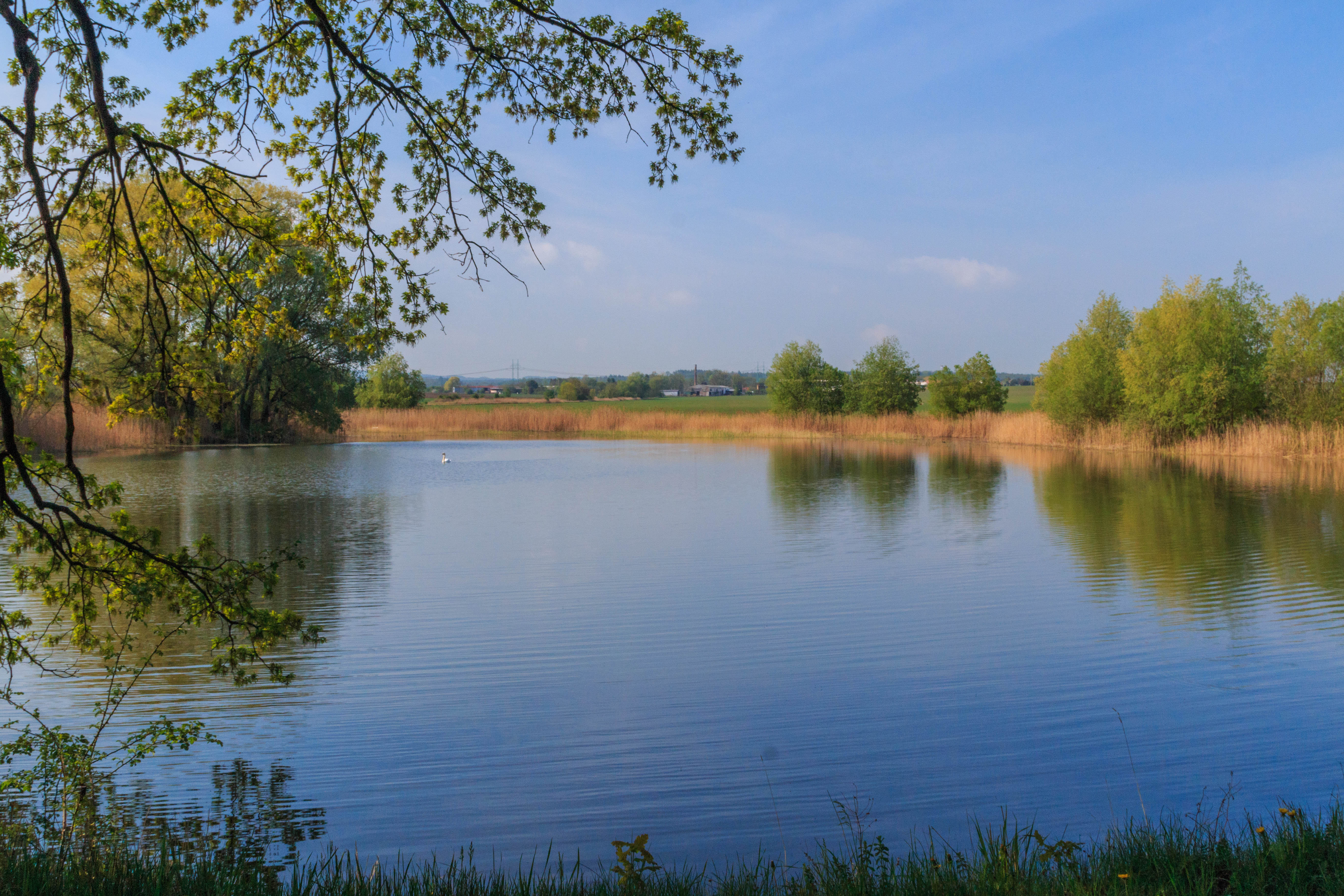
Étang à Veselí.

## Transports
Par la route, Veselí se trouve à 6,5 km de Přelouč, à 16 km de Pardubice et à 104 km de Prague. 